# Neptosternus regimbarti
Neptosternus regimbarti är en skalbaggsart som beskrevs av Peschet 1917. Neptosternus regimbarti ingår i släktet Neptosternus och familjen dykare. Inga underarter finns listade i Catalogue of Life.